# Yokoyama Hirotoshi
Hirotoshi Yokoyama (sinh ngày 9 tháng 5 năm 1975) là một cầu thủ bóng đá người Nhật Bản.

## Sự nghiệp câu lạc bộ
Hirotoshi Yokoyama đã từng chơi cho JEF United Ichihara, Yokohama FC, Ventforet Kofu và TDK.